# Вахрушево (посёлок)
Ва́хрушево — бывший посёлок городского типа в Челябинской области России. В 2004 вошёл в черту города Копейска.

## География
Расположен на юге Западно-Сибирской равнины, вблизи озера Четвёртое, к востоку от Челябинска.

## История
В 1980 году. микрорайоны города Копейска — Вахрушево и козырево были выделены в отдельный населённый пункт — рабочий посёлок Вахрущево. Название получил в честь наркома угольной промышленности СССР Василия Вахрушева.

## Население
| 1989 | 2002  | 2003  |
| ---- | ----- | ----- |
| 4441 | ↘4182 | ↗4200 |

## Инфраструктура
Экономика
Ранее в посёлке велась добыча угля. В 1976 году шахта № 17, на которой велась добыча бурого угля, была закрыта. Шахта была уникальна тем, что была безметановой, то есть при разработке угля выход метана был очень маленьким. Глубина шахты составляла 90 метров.
Единственным атрибутом шахты № 17, который сейчас напоминает о шахте, является терриконик, грунт которого был использован для строительства автодороги Вахрушево-Октябрьский и автомобильной развязки возле Вахрушево. Остатки терриконика, окрашенного в кирпичный цвет, в настоящее время представляют собой по форме срезанный конус, который видно при проезде по дороге Челябинск-Курган.
После закрытия шахты в её надземных сооружениях был размещён цех тракторных деталей и агрегатов (ЦТДиА) Челябинского тракторного завода. В настоящее время здесь размещается ООО «Вахрушевский механический завод», одним из главных видов продукции являются глушители на автомобили. Рядом с ООО «Вахрушевский механический завод» работает завод дорожного битума, который, однако, находится на земле Красноармейского района Челябинской области.

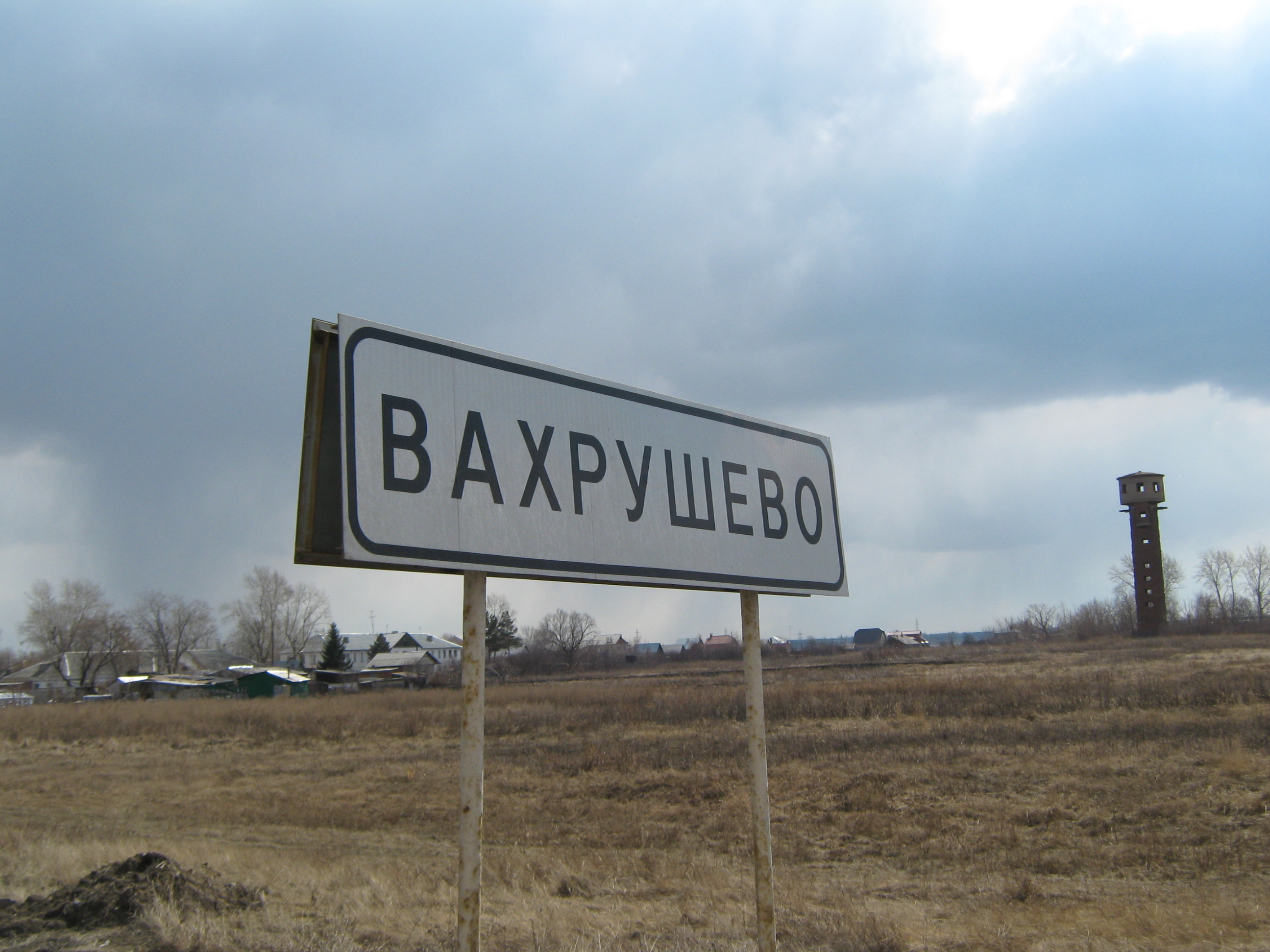
Знак на дороге Челябинск — Курган

## Транспорт
Посёлок рассекает автодорога Челябинск-Новосибирск «Иртыш».